# Елена Лілік
Елена Лілік (14 вересня 1998 , Веймар, Тюрингія ) — німецька веслувальниця, срібна призерка Олімпійських ігор 2024 року.

## Виступи на Олімпіадах
| Олімпіада  | Дисципліна             | Місце |
| ---------- | ---------------------- | ----- |
| Париж 2024 | каное-одиночки, слалом | 2     |
| Париж 2024 | байдарки-крос          | 4     |

## Зовнішні посилання
- Елена Лілік на сайті International Canoe Federation (англійська)
- Елена Лілік на сайті Olympics.com (англійська)
- Елена Лілік на сайті German Olympic Committee (німецька)